# 합천 백마산성
합천 백마산성(陜川 白馬山城)은 대한민국 경상남도 합천군 율곡면에 있는 삼국시대의 산성이다. 2006년 1월 12일 경상남도의 기념물 제263호로 지정되었다.

## 개요
본 산성은 삼국시대에 토석 혼축으로 초축되어 이후 계속 보수를 거쳐 고려시대까지 계속 이용된 것으로 추정되며, 인공적인 파괴가 거의 없이 자연 붕괴된 부분을 제외하고 원형이 비교적 잘 보존되어 있다.
특히 성내에서 수습되는 토기나 기와 등의 유물로 보아 초축이 삼국시대라는 점과 정상부에 전(塼)을 깐 대규모의 건물지가 있다는 점 등으로 보아 지정가치가 충분히 있는 것으로 판단된다.

## 참고 자료
- 합천백마산성 - 국가유산청 국가유산포털